# Anchor Grup
Anchor Grup este o companie de imobiliare din România, parte a grupului turc FIBA. Este unul dintre primii investitori străini care au intrat pe piața locală de real estate în 1997.
Anchor Grup este unul dintre cei mai importanți proprietari de terenuri, în portofoliul companiei fiind loturi cu o suprafață totală de circa 2 milioane de metri pătrați în București.
Compania deține centrele comerciale București Mall (primul centru comercial modern din România) și Plaza Romania.
Alte proiecte importante ale companiei sunt: Anchor Plaza, prima clădire de birouri de clasă A integrată cu un centru comercial, Anchor Plaza Metropol, clădire de birouri din categoria A amplasată în apropierea Plaza Romania, InCity Residences, ansamblu rezidențial localizat în centrul Bucureștiului, și Shopping MallDova, centru comercial din Chișinău.

## Vezi și
- Anchor Plaza